# Håkan Nyberg (företagsledare)
Håkan Nyberg, född 1959, är en företagsledare och fram till 2017 vd för internetbanken Nordnet. Han fick rollen som vd för Nordnet 2012 och var dessförinnan vd för Entercard i 7 år. Han har en magisterexamen i tillämpad matematik från Kungliga Tekniska Högskolan och har varit chef för internetbankverksamheten hos Swedbank.
Håkan inledde sin yrkesbana som säljare på IBM. Han har drygt 20 års yrkeserfarenhet från bank- och finanssektorn. Under sin karriär har Håkan bl.a. hunnit med att vara chef för Föreningssparbanken Kort. Från 2003 och två år framöver var han regional chef på Swedbank; han har även varit chef för internetbanksverksamheten hos Swedbank. 
Utöver sina tidigare roller sitter Håkan idag i ett antal styrelser, däribland börsnoterade Freja eID, Plusius och Accumeo.
I mars 2014 uppmärksammades Håkans twittrande när Box Communications rankade honom som nummer tre bland börs-vd:ar som är aktiva på Twitter. Håkan var finalist i Årets vd 2014, Womentor-priset 2014 (som delas ut till en individ som bidragit till fler kvinnliga ledare inom IT- och telekombranschen) och i Årets Mångfaldschef 2015 (som delas ut av tidningen Chef). 